# Monte Partenio
Il monte Partenio ("monte della vergine", in greco antico: Παρθένιο?) è una montagna che confina con l'Arcadia e l'Argolide, nel Peloponneso in Grecia. Si eleva a 1 215 m. s.l.m. ed è situato tra i villaggi di Achladokampos a nord-est e di Parteni a sud-ovest. Si trova a 16 km ad est di Tripoli.
Nell'antica Grecia, divideva la piccola piana di Isie da quella di Tegea. Il monte Partenio è la montagna dove da bambino venne esposto l'eroe greco Telefo. Alle sue pendici si trova Tegea. Pan sembra vi abbia incontrato Filippide prima della battaglia di Maratona nel 490 a.C. Il dio lo chiamò e gli ordinò di chiedere agli Ateniesi che non gli riservassero alcun onore, anche se egli era ben intenzionato verso di loro, era stato loro utile molte volte in passato e lo sarebbe stato di nuovo in futuro. Di conseguenza gli Ateniesi realizzarono un altare a Pan, ai piedi del Partenone.